# Музей Ататюрка (Салоники)
Музей Ататюрка (греч. Μουσείο Ατατούρκ, тур. Atatürk Evi Müzesi) — дом-музей в городе Салоники (Центральная Македония, Греция), основанный в 1953 году.
В этом доме в 1881 году родился Мустафа Кемаль Ататюрк, основатель современной Турции. Он представляет собой трехэтажное здание с внутренним двором и находится по адресу: улица апостола Павла, 24, рядом с турецким консульством. До вступления в Салоники в 1912 году  греческой армией, эта местность была известна как «район Коджи Касым-паши, улица Ислаххане». Дом был построен до 1870 года, а в 1935 году муниципальные власти Салоник передали его в собственность Турции, которая организовала в нём музей, посвящённый Ататюрку. До Стамбульского погрома улица перед домом носил имя Кемаля Ататюрка.
В 1981 году здание подверглось реставрации, в ходе которой ему был возвращён первоначальный розовый цвет. Большая часть мебели в музее Ататтюрка подлинная, остальная же была заимствована из мавзолея Кемаля и дворца Топкапы в Стамбуле. На всех стенах музея висят фотографии Ататюрка в разные периоды его жизни.
Первый этаж музея включает в себя четыре комнаты: приёмную с европейскими диванами, большим консольным столом и резной жаровней, просторную гостиную с низкими банкетками у стен, комнату матери Кемаля с кроватью, банкеткой и сундуком, а также кухню, оборудованную современной утварью. Важнейшее помещение на втором этаже — комната, в которой родился Кемаль: просторная с банкеткой, его письменным столом и большой жаровней. С ней связана другая комната, в которой выставлены некоторые личные вещи Ататюрка из Анкары. К ним относятся официальные костюмы, курительные принадлежности, столовые приборы, чашки и другие предметы. Документы, относящиеся к период учёбы Кемаля в школе, размещены на стенах музея. Во дворе дома до сих пор растёт гранатовое дерево, посаженное отцом Ататюрка.
В сентябре 1955 года, когда на Кипре разразился политический кризис, невдалеке от турецкого консульства взорвалась бомба, нанесшая вред также и музею Ататюрка. Урон зданию был минимальным, если не считать нескольких разбитых окон. Но это инцидент положил начало антигреческому погрому в Стамбуле. Шесть лет спустя премьер-министр Турции Аднан Мендерес был свергнут, и турецкий суд признал, что взрыв был организован его правительством. Мендерес извинился и предложил компенсацию, но был приговорён к смертной казни в том числе и по обвинению в содействии стамбульскому погрому.
В 1981 году в Анкаре была построена копия дома, где родился Ататюрк.

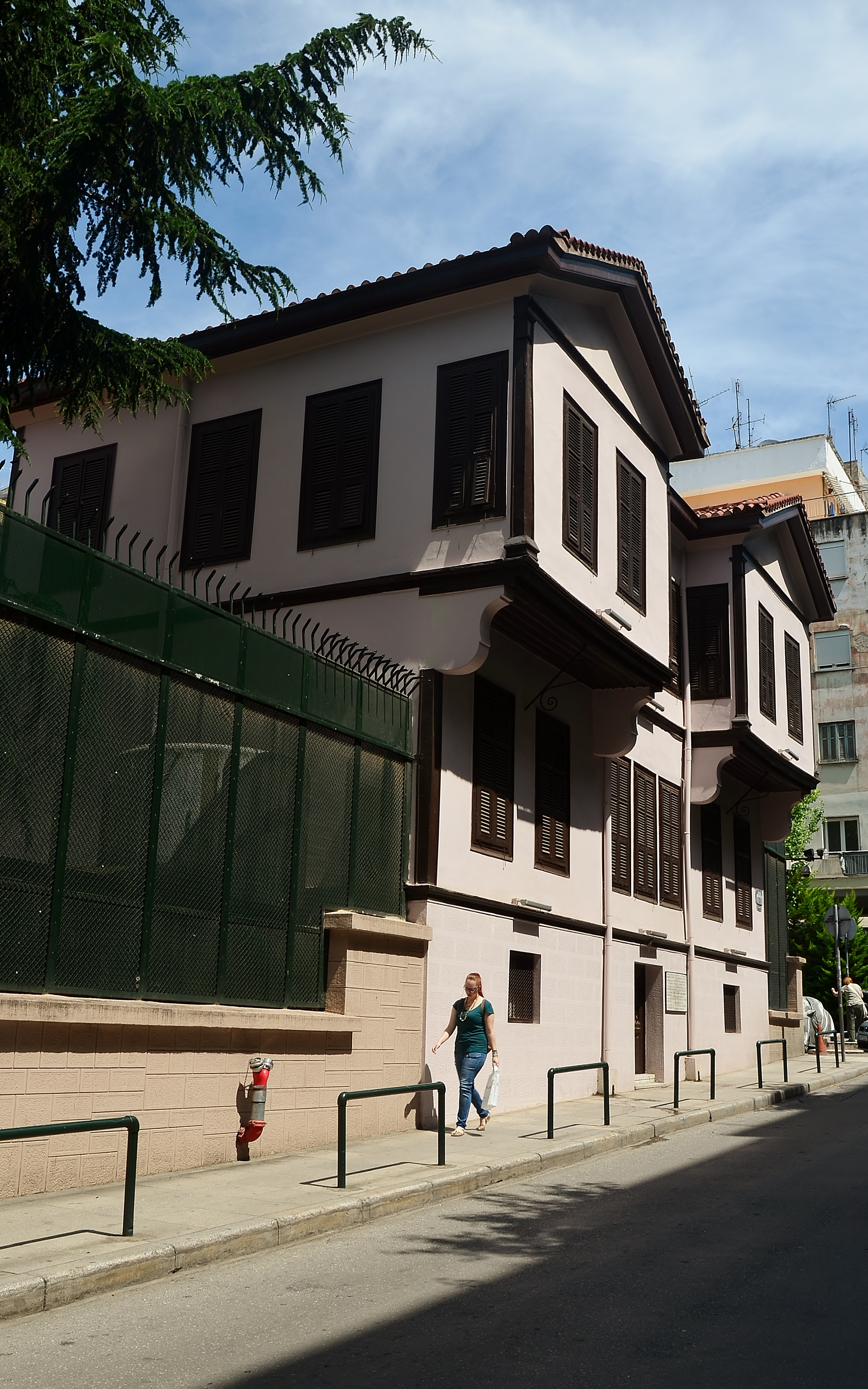
Вид музея с улицы
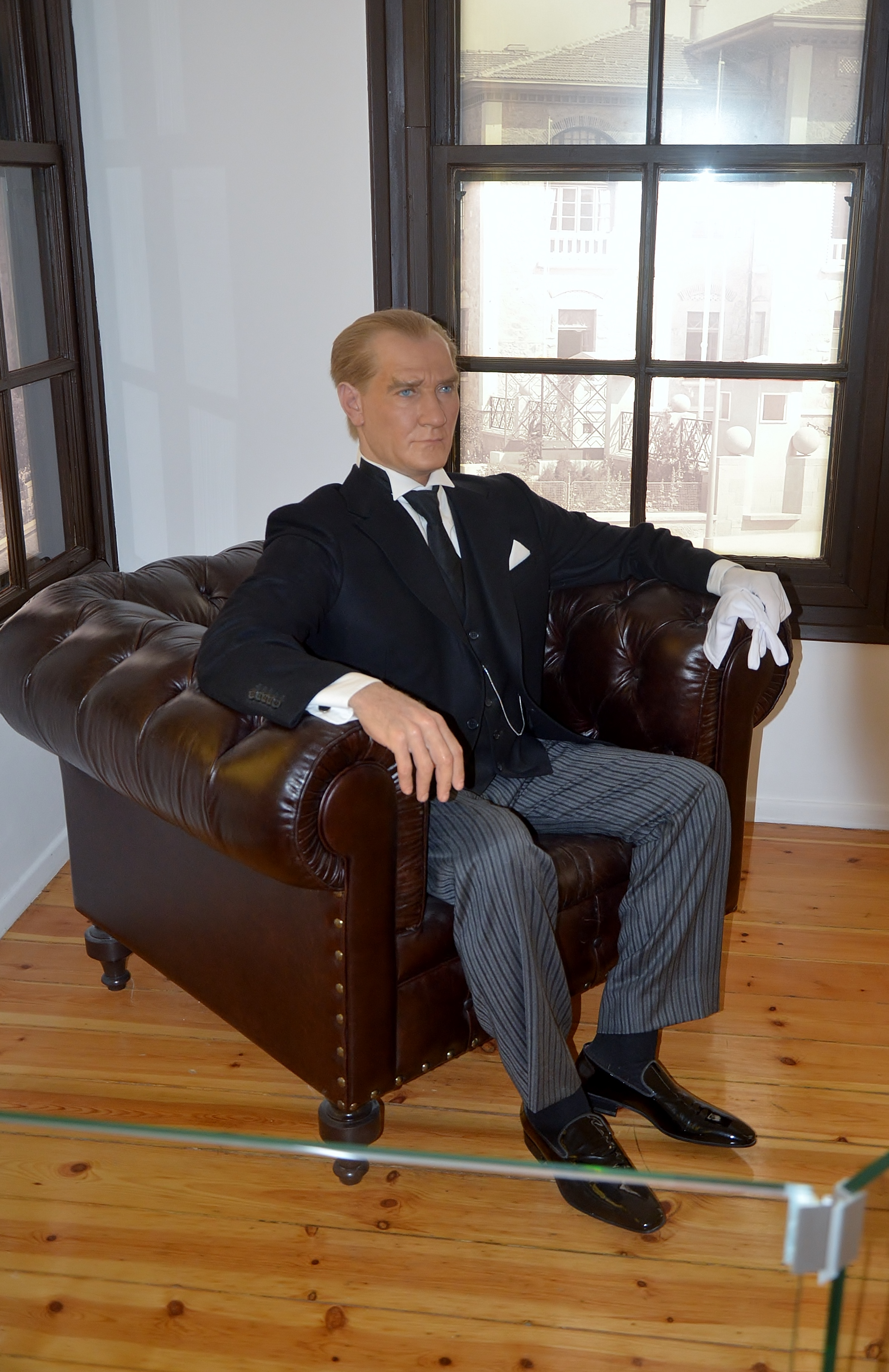
Восковая фигура Ататюрка
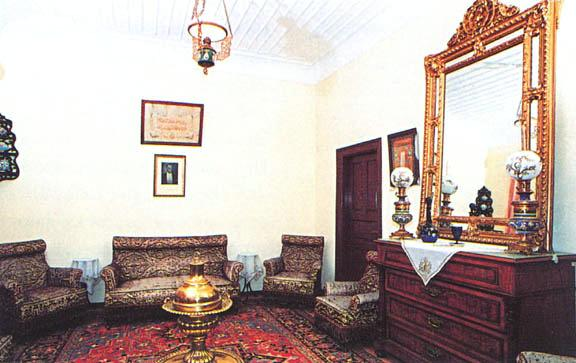
Гостиная
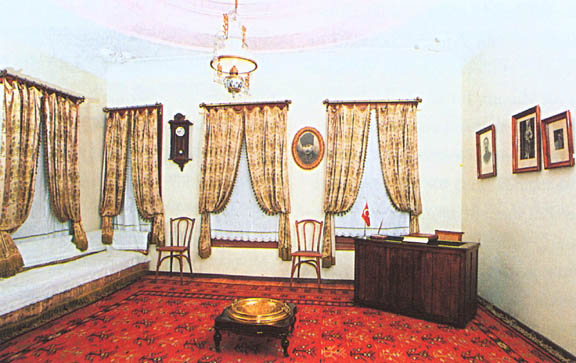
Спальня Ататюрка
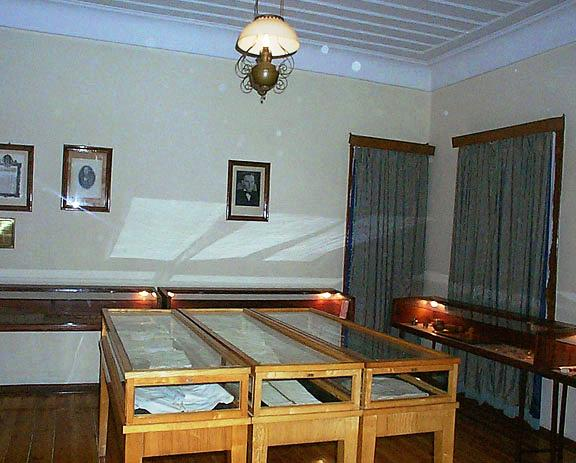
Личные вещи Ататюрка